# 小行星33480
小行星33480（33480 Bartolucci）是一颗绕太阳运转的小行星，为主小行星带小行星。该小行星于1999年4月4日发现。

## 轨道参数
小行星33480的轨道半长轴为2.4707556 UA，离心率为0.140。